# Hospital Psiquiátrico El Peral
El Hospital Psiquiátrico El Peral, más conocido como Opendoor ubicado en la comuna de Puente Alto, fue creado en 1927 como una Colonia “Open-Door” para recibir pacientes incurables del Manicomio Nacional, que a la fecha no ha sido remodelado.

## Historia
Fue fundado con la intención de poner en práctica el Reglamento General de Insanos promulgado en 1927. Sin embargo, aunque se pretendía el desarrollo de varias instituciones de su estilo, solo esta funcionó.
Durante el gobierno del presidente Pedro Aguirre Cerda (1938-1941), cuando se desempeñó como ministro de salud el Dr. Salvador Allende, se planteó la construcción de 21 pabellones de Reeducación Mental para el tratamiento de toxicomanías como por ejemplo el alcoholismo. En 1945 fue autorizada su autonomía y cambió su nombre a Hospital Colonia “El Peral”.
Entre 1940 y 1952, el director de este hospital fue el Dr. Carlos Larson, que promovió la laboroterapia destacando el recibimiento de salario por parte de los enfermos trabajadores.
En las décadas de 1960 y de 1970, pasó a ser el destino de personas que padecían variadas enfermedades mentales, carencias sociales, discapacidad mental, enfermedades orgánico-cerebrales y somáticas.
En 1990 el hacinamiento en el hospital era evidente, con 605 personas en larga estadía y 40 a 50 pacientes por habitación. A raíz de esta situación, durante la primera mitad de dicha década, se produjo el restablecimiento del servicio de larga estadía, que fue orientado al retiro progresivo de los elementos restrictivos. También se estableció la Unidad de Autovalentes, que, poseyendo una capacidad de 40 plazas, albergaba a aquellos convalecientes con un mayor grado de autonomía. Muchos de ellos participaban de la vida laboral ordinaria durante el día, ceñidos, empero, a la norma de pernoctar en el establecimiento. No obstante, hacia fines de la década, la mayoría de ellos se incorporó a hogares protegidos. Para 1997 las camas de larga estadía se repartían entre 496 pacientes, a cuyo tratamiento el recinto no estaba ya en condiciones de dar abasto.
Para satisfacer la necesidad de acrecentar la calidad de atención, se comenzó a clasificar a los convalecientes de acuerdo a su grado autosuficiencia y a su conducta.

## Datos técnicos
El Hospital El Peral es uno de los centros de especialidad psiquiátrica y pertenece a la Red Asistencial del Servicio de Salud Metropolitano Sur. A él llegan pacientes con trastornos del desarrollo, personas con patología dual. Es un establecimiento con un total de 170 camas.
Las derivaciones provienen de las comunas de Buin, Calera de Tango, El Bosque, La Cisterna, La Florida, La Granja, Lo Espejo, Paine, Pedro Aguirre Cerda, Pirque, San Bernardo, San Joaquín, San José de Maipo y San Miguel.
Dentro de las proyecciones destacan fijar estrategias para dar respuestas apropiadas a los requerimientos de la población psiquiátrica más compleja, para generar respuestas intersectoriales a las necesidades sociales de las personas con alguna discapacidad mental, policonsumo ,dependencia severa, entre otras.